# St. Magdalenen (Witzleben)

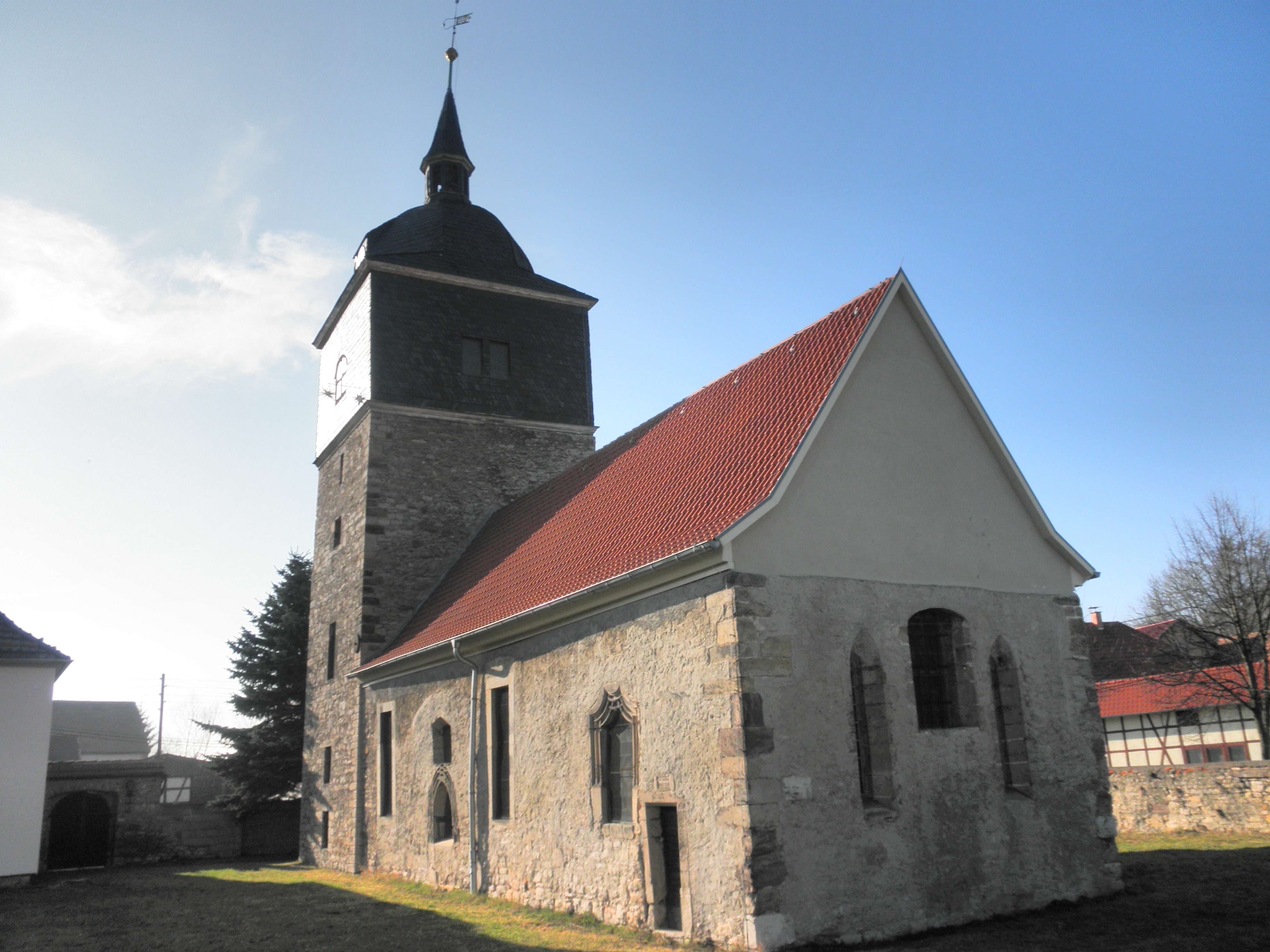
Witzleben, St. Magdalenen

Die evangelische Kirche St. Magdalenen steht in der Gemeinde Witzleben im Ilm-Kreis in Thüringen.

## Geschichte
Ende des 12. Jahrhunderts wurde die Dorfkirche gebaut. Sie wurde nur als Turm errichtet, der hauptsächlich als Taufkapelle genutzt wurde. Im 13. Jahrhundert konnte das Kirchenschiff gebaut werden. Seit dem 15. Jahrhundert zieren gotische Fenster und ein Portal an der Südseite das Gotteshaus.
Während des Dreißigjährigen Kriegs erlitten das Kirchengebäude und der Turm durch kriegerische Einwirkungen große Schäden. Bereits 1647 bis 1649 konnten die Gläubigen und die Bürger das Gotteshaus restaurieren.
1843 baute August Witzmann aus Stadtilm die Orgel mit 19 Registern ein. Die Prospektpfeifen mussten für den Ersten Weltkrieg abgeliefert werden und wurden durch Zinkpfeifen nach dem Krieg ersetzt. Das gesamte übrige Pfeifenwerk ist original erhalten.
1927 wurde beim Turmneubau das Eingangsportal auf die Westseite verlegt. Das Kirchenschiff wurde 1936 restauriert und ein neuer Taufstein angeschafft. Die letzte Sanierung erfolgte 1970.
Von 2013 bis 2014 wurde die Orgel restauriert und wieder bespielbar gemacht.